# Cruiser Mk II
Cruiser Tank Mk II vznikl vývojem předchůdce – tanku Cruiser Mk I. U nového tanku bylo zlepšeno pancéřování, byly odstraněny dvě věžičky pro střelce z kulometů, čímž se počet členů posádky snížil na pět. Vlivem vzrůstu hmotnosti se však snížila částečně jeho pohyblivost. Bylo vyrobeno 205 kusů typu Mk II v několika obměnách. Tank sloužil ve Francii při vpádu německých vojsk, roku 1941 se účastnil bojů v severní Africe.